# Personaggi di Cenerentola (Disney)
In questo articolo vengono elencate le informazioni sui personaggi del Classico Disney del 1950 Cenerentola e i suoi sequel.

## Cenerentola
Protagonista della trilogia. La buona e paziente Cenerentola vive con la matrigna e le sorellastre, le quali, essendo gelose della sua bellezza, la trattano come una serva. Grazie all'aiuto della Fata Smemorina riesce ad andare al palazzo reale per partecipare al ballo ed incontrare il Principe Azzurro.
Nel film del 1950 è doppiata in originale da Ilene Woods, mentre nel sequel del 2002 e nel secondo sequel del 2007 è doppiata in originale da Jennifer Hale. Nel secondo sequel, le parti cantate di Cenerentola in originale sono di Tami Tappan Damiano.
Nel remake in live- action del 2015 diretto da Kenneth, è interpretata da Lily James. Si scopre inoltre che il suo nome di battesimo è Ella.

## Giac e Gas

Giac e Gas

Giac e "Gastone" Gas sono due topi che fanno da spalla a Cenerentola.
Giac, Gas e il cane Tobia sono i maggiori amici e alleati di Cenerentola. A differenza di Gas che è robusto, ingenuo e fifone, Giac è smilzo, astuto, sveglio e tanto coraggioso da riuscire a distrarre il perfido gatto Lucifero, permettendo così agli altri topolini di scappare. Giac indossa una giacca arancione e un berretto, una maglia e delle calze di colore rosso.
Gas è stato trovato in una gabbia per topi all'inizio del cartone, viene salvato e vestito da Cenerentola. All'inizio Gas è molto spaventato, ma viene convinto da Giac che non tutti gli umani sono cattivi, basti pensare alla ragazza che lo ha salvato. Cenerentola lo chiama Gastone, abbreviato in Gas, ma, data la sua stazza prorompente, Giac decide che sarà "Gas Gas". Davanti a tutti Gas cerca di mostrarsi spavaldo e attaccabrighe, ma appena si trova davanti a una situazione pericolosa scappa o si rannicchia spaventato.
Oltre che in Cenerentola, i due simpatici topolini fanno qualche apparizione anche nei fumetti della Disney, in particolare come ospiti della fattoria di Nonna Papera. La loro prima apparizione fumettistica è stata nella storia di Bill Walsh e Floyd Gottfredson, Topolino buffone del re, dove con l'aiuto di Topolino, liberano l'immaginario staterello di Topolitamia ("Mousepotamia" in originale) dal tiranno Maschera di Ferro. Alla fine di questa avventura diverranno rispettivamente Presidente e Vicepresidente di quello stato. Curiosamente in questa storia i due topini hanno la stessa altezza di Topolino, mentre nelle loro successive apparizioni fumettistiche avranno le dimensioni dei comuni topi zoomorfi.
Nel film del 1950 sono doppiati rispettivamente in originale da James Macdonald, mentre nei sequel sono doppiati in originale rispettivamente da Rob Paulsen e Corey Burton.
Nel remake live action Disney del 2015  diretto da Kenneth Branagh sono interpretati da dei normali e muti topi, poco stilizzati, anche nella lotta con Lucifero, ma hanno un ruolo pressoché simile all'originale.

## Madame Tremaine
Madame Tremaine è l'antagonista principale, matrigna della protagonista.
In Cenerentola, la donna è introdotta nel film quando il padre di Cenerentola, un nobile vedovo, capisce che la figlia ha bisogno delle cure di una madre e per questo sposa Madame Tremaine, una vedova di nobile famiglia. Quest'ultima ha due figlie vicine d'età a Cenerentola: Genoveffa (la maggiore) e Anastasia (la minore) e possiede un gatto di nome Lucifero. Madame Tremaine inizialmente è gentile con Cenerentola. Quando il nuovo marito muore, però, la matrigna inizia a mostrare la sua natura perfida, crudele ed egoista, determinata a favorire sé stessa e le sue figlie a discapito della figliastra, la cui bellezza è una minaccia per il brutto aspetto di Anastasia e Genoveffa. Per nasconderla dai pretendenti, la obbliga persino a diventare serva nella sua stessa casa. Nel corso del film, Madame Tremaine ferisce moralmente Cenerentola in varie occasioni, e cerca in tutti i modi di impedirle di sposare il principe.
La sua seconda apparizione avviene nel sequel direct-to-video Cenerentola II - Quando i sogni diventano realtà (2002). In questo film ha un ruolo marginale, ed è perlopiù impegnata a impedire ad Anastasia, innamorata di un fornaio, di accompagnarsi a un plebeo.
La sua ultima apparizione è nel secondo sequel, Cenerentola - Il gioco del destino (2007). Questa volta, ella riesce a impadronirsi della bacchetta magica della Fata Smemorina, rubata da Anastasia. La matrigna usa la magia per tornare indietro nel tempo e per far calzare la scarpetta di cristallo ad Anastasia. Il Principe si accorge che quest'ultima non è la fanciulla che ha danzato con lui al ballo, ma Madame Tremaine modifica i suoi ricordi così che egli la sposi senza alcun sospetto. Cenerentola prova a riprendere la bacchetta e durante questo tentativo la nobildonna scopre l'esistenza di Giac e Gas capendo che era stato grazie ai due topi se la figliastra era riuscita a uscire dalla torre oltre a capire che i topini l'avevano aiutata in ogni occasione mandando in fumo i suoi piani. Furibonda Lady Tremaine scaglia contro i topi il gatto Lucifero per eliminarli e riprendere la bacchetta ma i due riescono a metterlo fuori gioco e passare la bacchetta a Cenerentola che tenta di annullare l'incantesimo fatto sul principe tuttavia il suo tentativo fallisce, e Madame Tremaine ordina che sia imbarcata per essere bandita dal regno. Il Principe però, avvisato dai topolini, riesce a salvare Cenerentola, e l'incantesimo si spezza. La matrigna allora trasforma Anastasia in un clone della protagonista, perché la sostituisca al matrimonio. La vera Cenerentola viene rinchiusa insieme a Giac e Gas in una carrozza maledetta, tuttavia i tre riescono a liberarsi e a raggiungere il luogo della cerimonia. In quel momento, Anastasia si rende conto che quello per lei non sarebbe il vero amore, e non pronuncia il fatidico "sì". Madame Tremaine, furibonda con la figlia, è decisa a trasformarla in un rospo, su suggerimento di Genoveffa. Ma la spada del Principe riflette la magia rispedendola al mittente, e così sono Madame Tremaine e Genoveffa stesse a essere trasformate in rospi. Successivamente le due riprendono le loro sembianze umane, indossando un vestito identico ai vecchi stracci di Cenerentola, per lavorare al castello come sguattere, a punizione della loro perfidia.
La matrigna compare anche nella serie televisiva House of Mouse - Il Topoclub (2001-2004), spesso nel locale di Topolino è seduta allo stesso tavolo con un'altra celebre cattiva Disney, la regina Grimilde da Biancaneve e i sette nani.
Appare inoltre nel videogioco Kingdom Hearts Birth by Sleep, la cui vicenda segue da vicino gli eventi del film, eccezion fatta per il finale. Quando il granduca Monocolao è in procinto di lasciare il castello, Aqua si presenta nel salone e chiede di poter provare a sua volta la scarpetta. Nonostante la sua preoccupazione (dovuta, probabilmente, al fatto che la scarpetta potrebbe effettivamente andarle, obbligandola a sposare il principe) questo espediente fornisce a Jac il tempo necessario per liberare Cenerentola dalla torre. Madame Tremaine riesce a rompere la scarpetta, e la ragazza rimedia mostrando la propria. A questo punto la donna e le sue figlie evocano un Nesciens a forma di zucca per vendicarsi di Cenerentola, ma tentando di controllarlo ne vengono consumate.
Nel film del 1950 è doppiata in originale da Eleanor Audley, mentre nei sequel è doppiata in originale da Susanne Blakeslee.
Nel film live-action Disney del 2015 diretto da Kenneth Branagh, Lady Tremaine, interpretata da Cate Blanchett, è più minacciosa e crudele rispetto alla versione animata. Il suo astio per Cenerentola non è solo frutto di invidia, ma affonda le radici in una profonda amarezza per le perdite subite e le opportunità mancate, che la portano a riversare la sua frustrazione su Cenerentola. La sua cattiveria si manifesta attraverso un controllo manipolatorio e una costante denigrazione. Il padre di Cenerentola aveva precedentemente conosciuto il suo ex marito in viaggio, Sir Francis Tremaine e dopo la tragica perdita della madre, decide di sposarsi con lei e portarla a vivere a casa sua, con le sue figlie e con Lucifero. Una volta che il padre muore in viaggio, Lady Tremaine si approfitta di Cenerentola e la riduce a sguattera, facendole anche mangiare privatamente gli avanzi del cibo una volta consumato. È lei stessa a strappare il vestito di Cenerentola, rivelandole la sua malvagità. In seguito capisce che Cenerentola la ha ingannata, si appropria della scarpetta rimasta, e ha un breve scontro con lei prima di chiuderla in una stanza. Si allea così con Il Granduca di Corte (che nel film originale era un personaggio buono e positivo), facendo un accordo con lui, per impedire che Cenerentola sposi il principe, e chiedendo una nuova sistemazione e dei mariti per Anastasia e Genoveffa. Prima di indossare la scarpetta, Cenerentola la rinnega, dicendole che non sara mai sua madre, anche se alla fine la persona. Lady Tremaine, le Sorellastre e Il Granduca verranno tuttavia banditi dal regno

## Anastasia e Genoveffa
Anastasia e Genoveffa Tremaine (Anastasia e Drizella Tremaine in originale) sono le antagoniste secondarie, sorellastre di Cenerentola e figlie di Madame Tremaine.
Anastasia e Genoveffa entrano nella vita della protagonista quando la loro madre vedova sposa il padre di Cenerentola, vedovo a sua volta. Le due sorelle risultano piuttosto brutte, sciocche e prive di qualsiasi grazia in confronto alla dolce e tenera Cenerentola, quasi loro coetanea. Dopo la morte del loro patrigno, Madame Tremaine riduce la figliastra al ruolo di domestica nel suo stesso castello, mentre le due sorelle iniziano ad approfittarne per schiavizzarla e per maltrattarla insieme alla loro madre. Nello scagionare la minaccia di successo della bella Cenerentola, Anastasia e Genoveffa arrivano anche a strapparle il vestito e a provare la scarpetta di cristallo al posto suo.
Nel seguito Cenerentola II - Quando i sogni diventano realtà, compaiono nell'episodio Anastasia innamorata dove Anastasia si innamora di un fornaio. Sua sorella Genoveffa e la loro madre non sono d'accordo, tuttavia Cenerentola aiuta Anastasia ad imparare a sorridere e ad imporre la propria volontà alla madre. Nella serie di Cenerentola, Anastasia è quella dalla famiglia che si ravvede e si pente delle angherie fatte a Cenerentola.
Nel terzo film, Cenerentola - Il gioco del destino, ambientato un anno dopo la storia del primo film, Anastasia vuole trovare l'amore. Ruba la bacchetta della Fata Smemorina, ma accidentalmente la pietrifica. Madame Tremaine ne approfitta, mandando indietro il tempo e facendo in modo che una delle due sorelle sposi il Principe con l'inganno. La sorella in questione è Anastasia, che viene portata a palazzo, ma dimostra di essere poco adatta a questa vita; infatti inizia a divorare subito la torta di nozze di venticinque piani insieme alla sorella. Anche il Principe pensa che non sia lei la ragazza che ha ballato con lui al ballo. Ma la matrigna lo ipnotizza, facendogli credere che sia stata appunto Anastasia a danzare con lui. Però durante il matrimonio quest'ultima (trasformata in Cenerentola) ammette di non volerlo sposare, affermando che dovrebbe essere amata per quello che è. Lady Tremaine, non volendo sentire ragioni, tenta di punire Anastasia e trasformarla in un rospo ma Cenerentola interviene per proteggerla tuttavia prima che Lady Tremaine possa trasformare entrambe in rospi il principe interviene e salva entrambe riflettendo con la propria spada l'incantesimo contro Lady Tremaine e Genoveffa che vengono trasformate in rospi. Cenerentola perdona Anastasia e insieme a lei libera la fatina. Nel finale del film si vedono dei quadri rappresentanti il futuro dei personaggi, in cui Anastasia incontrerà il fornaio riuscendo a coronare il suo sogno d'amore. Lady Tremaine e Genoveffa tornano umane ma condannate a essere loro le serve per il resto della vita come punizione per la loro malvagità e crudeltà.
Le sorellastre appaiono anche nella serie televisiva House of Mouse - Il Topoclub.
Anastasia e Genoveffa fanno delle brevi comparse nel videogioco Kingdom Hearts Birth by Sleep, nel mondo "Il castello dei sogni" (Castle of Dreams), riempiendo di commissioni Cenerentola.
- La storia di Ventus: durante la visita del giovane, le due sorellastre non appaiono mai fisicamente, ma è possibile udire le loro urla dopo l'arrivo di Cenerentola nella torre, che appena le sente ritorna immediatamente da loro, suscitando la rabbia di Giac, che spiega a Ventus che vuole crearle un abito che possa permetterle di andare al Gran Ballo.
- La storia di Terra: le due sorellastre appaiono insieme alla loro madre, Madame Tremaine durante il gran ballo che si tiene nel castello del principe. Terra accompagna Cenerentola al gran ballo, e al suo arrivo viene immediatamente notata dal principe che le si avvicina per invitarla a ballare, ciò scuote la curiosità delle sorelle che si chiedono insieme alla madre chi sia quella ragazza dall'aria familiare.
- La storia di Aqua: la ragazza giunge nei pressi della casa di Madame Tremaine e su richiesta della fata Smemorina ferma i Nesciens, per permettere a Giac di portare la chiave in cima alla torre dove è rinchiusa Cenerentola. Aqua cerca di trattenere il Granduca Monocolao, nonostante Madame Tremaine e le due sorellastre non approvino la presenza di Aqua. Appena la scarpetta calza a Cenerentola, la madre e le figlie cercano di pianificare un piano contro Cenerentola. Questi sentimenti negativi generano un Nesciens, "Carrozza Maledetta" che attaccano la futura principessa, la matrigna e le due sorellastre, ma viene infine distrutta da Aqua.

Nel film del 1950 sono doppiate rispettivamente in originale da Rhoda Williams e Lucille Bliss, mentre nei sequel sono doppiate in originale da Russi Taylor e Tress MacNeille.
Nel remake live-action Disney del 2015 diretto da Kenneth Branagh, le sorellastre sono interpretate rispettivamente da Holiday Grainger e Sophie McShera. Hanno lo stesso ruolo di sorellastre invidiose e malvagie di Cenerentola, litigano di continuo (anche per la questione del Principe Kit in quanto entrambe innamorate di lui), e sono loro stesse a dare a Cenerentola il nomignolo, dopo averla vista piena di cenere mentre dormiva sul camino. Non fanno molto importanza alla sua vista durante il ballo, e alla fine, si scusano con Cenerentola e con Il Principe per la loro disonestà. In seguito, vengono bandite insieme alla madre dal regno.

## Principe Azzurro
Il Principe Azzurro è l'interesse amoroso (e in seguito marito) di Cenerentola.
Nel primo film il principe è in cerca di moglie. Il re vedovo, suo padre, per convincerlo a sposarsi, organizza un ballo il cui invito è esteso a tutte le ragazze da marito del regno. Nella sua casa una fanciulla di nome Cenerentola, costretta dalla perfida matrigna e dalle sciocche sorellastre ai lavori domestici, vede nel ballo l'occasione di uscita dalla sua prigione di servitù, e la realizzazione del sogno di conoscere il suo amato, anche se non è il principe. Nonostante Cenerentola sia costretta a rimanere in casa, con l'aiuto della fata Smemorina riesce a raggiungere il ballo vestita da principessa. Tra i due è subito amore, e la serata trascorre in danze e passeggiate tra gli occhi felici del re e la sorpresa degli astanti. Ma la magia della fata dura sino alla mezzanotte, e quando manca poco tempo alla fatidica ora, la fanciulla è costretta a rincasare di corsa. Ma nella corsa perde una scarpina. Il principe dà allora ordine al granduca Monocolao di ritrovare la sua amata facendo calzare la scarpina a tutte le giovani del regno. Giunto in casa di Cenerentola, la matrigna fa rinchiudere la ragazza in uno stanzino. Ma durante la prova della scarpa alle sgraziate sorellastre, Cenerentola riesce ad uscire grazie a Gas Gas e Giac, due suoi amici topolini, e a far notare la sua presenza. Il granduca, per non contraddire gli ordini reali, prosegue con la calzatura della scarpetta. Ma la perfida matrigna fa inciampare il paggio del granduca e la scarpetta va in mille pezzi. Fortunatamente Cenerentola possiede l'altra scarpa di cristallo, che le calza a pennello. Condotta a corte, i due giovani si sposano.
Nel secondo film il principe appare nel primo episodio. Di ritorno dal viaggio di nozze, il principe deve partire per affari di stato lasciando Cenerentola al protocollo di corte che stravolgerà per seguire il cuore.
Nel terzo film durante i festeggiamenti del primo anniversario, la sorellastra di Cenerentola Anastasia, riesce a rubare alla fata Smemorina la bacchetta magica la quale sua madre ne approfitta per tornare indietro il tempo alla calzatura della scarpetta. Fa in modo che la scarpa allargata magicamente calzi ad Anastasia, e, stravolti i ricordi del principe, è organizzato il matrimonio tra questi e la goffa sorellastra. Cenerentola da sola con Giac e Gasgas, non riesce a capire come possa essere stato tutto un sogno e si reca a palazzo. I topolini scoprono l'inganno di Madame Tremaine e, entrati nell'appartamento della donna, riescono a recuperare la bacchetta. Proprio quando sta per togliere l'incantesimo al principe, Cenerentola viene arrestata e, per ordine della matrigna, posta su una nave in partenza per essere esiliata per sempre. Il principe viene avvisato da Giac e Gasgas dell'inganno della matrigna, e corre dietro alla nave per raggiungere il suo vero amore e riesce a riportare Cenerentola a palazzo. Il re, furibondo per il complotto, ordina di arrestare immediatamente Madame Tremaine e le sue figlie. Quando fanno irruzione nelle loro stanze, però, le tre donne sono sparite. Infatti la perfida matrigna decide di far prendere ad Anastasia le sembianze di Cenerentola e, rinchiusa la vera principessa in una carrozza stregata, si nasconde con Genoveffa dietro ad una tenda per assistere al matrimonio. Ma all'altare Anastasia ci ripensa perché non sarebbe quello per lei il vero amore; in quel momento fa il suo ingresso in chiesa la vera Cenerentola, causando la confusione generale. Madame Tremaine esce allo scoperto e decide di punire Anastasia per averla tradita trasformandola in un rospo. Il principe riflette la magia con la sua spada lucente e la matrigna e Genoveffa riappaiono trasformate in rospi nei sotterranei del castello. Anastasia riunisce mano nella mano Cenerentola e il principe, augurando loro ogni fortuna. Poi prende la bacchetta magica, rimasta a terra, e riporta l'ordine iniziale. Finalmente, per la gioia del re e il sollievo del granduca Monocolao, Cenerentola e il principe sono marito e moglie, per la seconda volta. Avranno cinque figli, per la gioia del Re. Harry, Edward, Catherine, Elizabeth e Robert.
Il principe compare anche nella serie televisiva House of Mouse - Il Topoclub.
Nel film del 1950 è doppiato in originale da William Edward Phipps, con le sue parti cantate interpretate da Mike Douglas, mentre nei sequel è doppiato in originale da Christopher Daniel Barnes.
Nel remake live-action del 2015 diretto da Kenneth Branagh, Il Principe si chiama Kid è interpretato da Richard Madden. Incontra Cenerentola nel bosco durante una battuta di caccia, quando lei fugge da casa in cavallo a causa delle sorellastre e se ne innamora. Successivamente reclama il ballo e la riconosce, ma prima che lei possa dirle il suo nome, scappa sentendo i rintocchi dell'orologio che annunciano la mezzanotte. Dopo la tragica morte del padre, Il Re, detiene la prova della scarpetta di cristallo, si presenta di persona a casa sua con le guardie e i due si dichiararono il proprio amore, diventando i sovrani più amati che Il Regno avesse mai conosciuto.

## Lucifero
Lucifero (Lucifer) è l'antagonista terziario della trilogia.
È il gatto siberiano di Madame Tremaine, e le assomiglia molto in termini di personalità, malizioso ma testardo e infallibile. Ha la pelliccia nera e gli occhi verdi.
Nel primo film, Lucifero è l'antagonista terziario della storia. Nonostante Cenerentola sia dolce e gentile con lui, ad esempio dissuadendo il cane bloodhound Tobia dal maltrattare il perfido gatto, egli non ricambia l'affetto ricevuto. Vuole, ad esempio, tentare di catturare Gas Gas, uno dei topolini amici di Cenerentola, quando questi deve portare alla fanciulla la chiave per liberarsi dalla prigione e correre dal granduca Monocolao per la prova della scarpetta perduta. Ma alla fine, viene il cane amico della serva ed eterno avversario di Lucifero Tobia che, con delle ringhiate, riesce a scacciare il gatto facendolo precipitare fuori dalla finestra della stanza della ragazza, senza però farlo morire. In realtà sembra che Cenerentola non ami affatto il gatto, ma per gli ordini ricevuti dalla matrigna lo tratti con rispetto (lo chiama scherzosamente "Sua altezza"  per via del suo carattere snob): infatti, quando cerca di convincere Tobia a non attaccare Lucifero, pensa ai lati buoni che il gatto deve pur avere, ma non ne trova nessuno.
Nel secondo film, oltre che cercare di catturare i topi, Lucifero si innamorerà di Pom Pom, una grossa gatta bianca del palazzo reale, e seguirà i consigli di Giac che gli chiede di non dare più la caccia ai topolini. Alla fine però, Lucifero dopo averla conquistata trasgredisce l'accordo: infatti, lui e Pom Pom ricominciano a dare la caccia ai topi, ma alla fine della caccia Lucifero viene respinto da quest'ultima e i topi lo sconfiggono scagliandogli una scopa sulla testa.
Nel terzo film, oltre che catturare Giac e Gas, Lucifero viene trasformato in un meschino cocchiere dalla bacchetta magica della Fata Smemorina in possesso di Madame Tremaine. Avrà il compito di scortare via da palazzo la vera Cenerentola, mentre il Principe sposa Anastasia che ne ha preso le sembianze. Il gatto verrà alla fine scaraventato dalla ragazza ed i suoi amici topi via dalla carrozza finendo dentro un fiume, ed in seguito riprenderà le sue sembianze originali, intrappolato nella foresta. Alla fine Lucifero, dopo la sconfitta di Madame Tremaine e Genoveffa, non viene più visto o menzionato, lasciando ignoto il suo destino.
Lucifero compare nel videogioco Kingdom Hearts Birth by Sleep impegnato nella sua ricerca contro il topolino Giac, infatti appena si accorge che è impegnato nelle ricerche dei materiali per confezionare i vestiti cerca di preparargli un tranello per catturarlo.
La Storia di Ventus: Il giovane giunge a casa della matrigna, e si ritrova ridotto alle dimensioni di un topo ed è intrappolato in una gabbia (Ventus assume il ruolo di Gas Gas). Viene liberato da Cenerentola che afferma di non aver mai visto un topo come lui. Giac diventa amico di Ventus e lo porta nella camera di Cenerentola: gli dice che vuole aiutarla a preparare un abito per partecipare al ballo, perché Cenerentola non può farlo in quanto le sorellastre non le danno il tempo. Ventus decide di aiutarlo, e recupera tutti i pezzi che sono in casa per completare l'abito. Infine deve recuperare una perla, che e controllata da Lucifero. Il gatto sta per attaccarlo, ma viene salvato da Giac che con un gomitolo di spago lo colpisce, Lucifero tenta di aggredire Giac ma interviene Ventus che si mette a combattere contro il gatto e lo fa scappare.
Nel film del 1950, emette solo versi forniti da June Foray, mentre nei sequel i versi solo forniti da Frank Welker.
Nel remake live-action del 2015 diretto da Kenneth Branagh, Lucifero è interpretato da un gatto domestico persiano, mantiene il suo desiderio di mangiare i topolini ma ha un ruolo secondario e appare poco.

## Fata Smemorina
La Fata Smemorina appare per la prima volta quando Cenerentola, desolata per il fatto di non poter andare al ballo e sconfitta dalla perfidia della matrigna e delle sorellastre, sta piangendo sotto un salice nel giardino di casa. La fata compare dal nulla, in un nugolo di stelline, la conforta e si presenta come "la sua madrina, la Fata Smemorina". La bella fanciulla comprende ben presto la ragione del suo nome, quando la buona vecchina non trova più la sua bacchetta magica, finché non si ricorda "di averla messa via", e con un gesto la fa comparire dal nulla.
Cominciano i prodigi: con la formula Bibbidi Bobbidi Bu la Fata Smemorina trasforma una zucca in una magnifica carrozza, Giac, Gasgas e altri due topolini in cavalli da tiro, il vecchio Ronzino, cavallo di Cenerentola, in cocchiere, e il fedele cane Tobia in lacchè. E infine, con "sei metri di velo colore del cielo", regala a Cenerentola uno stupendo abito da ballo, completo di scarpette di cristallo.
Mentre la fanciulla è persa nella meraviglia del suo sogno divenuto realtà, la buona Fata la avvisa: essa dovrà tornare a casa prima di mezzanotte, perché a quell'ora l'incanto finirà, e tutto tornerà come prima. Infine, incita Cenerentola a partire per il ballo, la aiuta a salire sulla carrozza, e mentre la giovane si allontana, salutandola scompare nel nulla.
Dopo il ballo, quando tutta la magia è svanita, Cenerentola si accorge che le rimane ancora una scarpetta di cristallo (l'altra l'ha persa scendendo le scale del palazzo) e sussurra, rivolta al cielo: "Grazie, grazie di cuore, grazie di tutto!"
La Fata Smemorina compare anche nel seguito direct-to-video Cenerentola II - Quando i sogni diventano realtà (2002). Essa aiuta i topolini nella stesura e la rilegatura di un libro da regalare a Cenerentola. Essa compare anche nel segmento di una delle tre storie rappresentate La Festa di Primavera, in cui accontenta il desiderio di Giac, che si sente inutile, trasformandolo in un umano. Quando il topolino si accorgerà del suo errore, essa lo riporterà alla sua forma originale.
Nel secondo seguito direct-to-video Cenerentola - Il gioco del destino (2007), la Fata Smemorina prepara una festa nel bosco in occasione del primo anniversario di matrimonio di Cenerentola e del Principe, ma la bacchetta magica le sfugge di mano e viene prontamente sottratta dalla sorellastra Anastasia, che spiava dai cespugli. La buona Fata insegue la ragazza per riprendersi la bacchetta avvertendola che nelle mani sbagliate la bacchetta può diventare un'arma di magia nera tuttavia, nella confusione, Anastasia accidentalmente la pietrifica. Si appropria allora della bacchetta Madame Tremaine, che la usa per riportare indietro il tempo e far calzare la scarpetta di cristallo ad Anastasia, e farle sposare il Principe. Al termine dell'intera vicenda, la Fata Smemorina è liberata dalla sua prigione di pietra. Cenerentola e il Principe riescono comunque a sposarsi, ed è proprio la Fata a fornire a Cenerentola un nuovo abito da sposa.
Kingdom Hearts Birth by Sleep
La Fata compare in questo prequel, spiegando a Terra l'importanza di credere nei sogni e ad Aqua che non può esserci luce senza oscurità e viceversa.
La Storia di Terra: Il ragazzo giunge nel giardino di Lady Tremaine e incontra Cenerentola su una panca che piange, perché il suo abito e distrutto dalle sorellastre. Terra cerca di convincerla a riprendersi, ma i suoi sentimenti negativi generano dei Nasciens che vengono distrutti dal custode del Keyblade. Appare la fata Smemorina che dona a Cenerentola un nuovo abito e una carrozza per permetterle di giungere al ballo, e le dice che a mezzanotte l'incantesimo si spezzerà. Poi la fata racconta a Terra che credere nei sogni potrebbe bastare al tal punto che si avveri. Terra decide di seguire Cenerentola per trovare informazioni sul Maestro Xehanort. Giunto al Castello del principe azzurro, Cenerentola viene attaccata dai Nesciens e Terra decide di scortarla fino alla sala da ballo. Giunti nella sala, il principe si avvicina subito alla ragazza e i due iniziano a ballare. Il ballo viene interrotto da un Nesciens, Master Symphony che attacca gli ospiti nella sala, e Terra riesce a batterlo. Cenerentola al rintocco delle campane che indicano la mezzanotte, scappa perdendo una scarpa che viene raccolta dal Granduca.
La Storia di Aqua: La ragazza giunge nel castello del principe azzurro e vede Cenerentola che scappa, incontra Terra che gli dice che comincia a credere nei sogni perché Cenerentola le ha dimostrato che i sogni possono realizzarsi, e le chiede di ringraziarla se la incontra e Aqua accetta. Si reca nella sala da ballo, e incontrando Lady Tremaine e le sue figlie, Anastasia e Genoveffa e si accorge che i loro cuori sono pieni di oscurità, si avvicina al principe e al Granduca e capisce che i due hanno intenzione di ritrovare la fanciulla che indossava la scarpetta di cristallo. Aqua raggiunge la casa di Madame Tremaine e incontra la fata Smemorina che le suggerisce di aiutare il topo Giac che ha preso la chiave dalla matrigna per liberare Cenerentola rinchiusa nella sua stanza e la ragazza accetta. Il Granduca sta per andarsene e Aqua le chiede di indossare la scarpetta, ma proprio in quel momento giunge Cenerentola e Aqua la ringrazia in nome di Terra. La matrigna infuriata fa cadere il gran duca rompendo la scarpetta, ma Cenerentola mostra l'altra scarpetta. Aqua sta per andare via, quando sente un urlo di Cenerentola. La fanciulla viene attaccata da un Nasciens "pullman maledetto" e Aqua le fa scudo con il suo corpo. Aqua ha la meglio e accompagna Cenerentola dal principe azzurro, e mentre li fissa insieme appare la fata Smemorina che le insegna che non si può avere luce senza l'oscurità.
Dopo aver terminato l'episodio finale, durante i titoli di coda si può vedere Cenerentola e il principe ballare nella sala da ballo, con il topolino Giac e la fata Smemorina che li fissano dal balcone interno.
Nel remake in live action Disney del 2015 diretto da Kenneth Branagh, La Fata è interpretata da Helena Bonham Carter con una rappresentazione visivamente più giovane a fine film si scopre essere la narratrice della storia. È inizialmente allusa dalla madre di Cenerentola, quando essa rivela alla figlia di credere in molte cose. Si presenta a Cenerentola piangente per non essere riuscita ad andare al ballo, come una vecchia che chiede un po' di latte, e ricorda a Cenerentola di essersi dimenticata delle Fate Madrine. Rispetto alla versione animata, trasforma un'oca e una lucertola rispettivamente in valetto e cocchiere. La sua canzone, Bibbidi Bobbidi Bu ( The Magic Song) è presente invece nei titoli di coda.
Kingdom Hearts
Oltre a Cenerentola, nel laboratorio di mago Merlino, situato nella Città di Mezzo, c'è anche la Fata Smemorina che ha il compito di risvegliare le particolari pietre che Sora, Paperino e Pippo trovano durante il loro viaggio, così da poter dare al trio un supporto durante le battaglie grazie all'aiuto delle invocazioni.
Nel film del 1950 è doppiata in originale da Verna Felton, mentre nei sequel è anche doppiata in originale da Russi Taylor.

## Tobia
Apparso solo nel primo e nel secondo film, è il cane bloodhound di Cenerentola. L'immagine iniziale del film mostra che viveva con lei sin da quando era neonato, dieci anni prima, mentre il padre buono di Cenerentola bambina era ancora vivo. Dopo la morte dell'uomo il suo posto di animale domestico principale è stato usurpato dal gatto di Tremaine, Lucifero, con il passare degli anni. Vuole molto bene alla sua padrona Cenerentola, è abbastanza legato al cavallo della stalla con cui vive e per natura odia il gatto Lucifero, a cui sogna sempre di dargli la caccia, anche perché il felino gli ha sempre fatto dei dispetti graffiandolo e fingendo dopo di essere lui la vittima. La matrigna Tremaine e le figlie lo trascurano, poiché detestano i cani, ma Cenerentola gli dà lo stesso da mangiare. Viene trasformato dalla Fata Smemorina nel lacchè che deve aprire la carrozza quando Cenerentola parte per il ballo reale, mentre il cavallo diventa il suo cocchiere. A mezzanotte torna come prima, però è felice di vedere la sua padrona che fantastica sull'amore e che si è divertita. Quando Tremaine chiude a chiave Cenerentola in soffitta, mentre il granduca misura alle sorellastre la scarpa di cristallo perduta da Cenerentola, Lucifero blocca Gas che portava la chiave della porta a Cenerentola, e allora gli uccellini svegliano Tobia e il cavallo nella stalla. Il cane corre in soffitta e duella contro il perfido gatto, uscendone vittorioso e ferendolo dopo la caduta finale, mentre Gas e i topolini sono salvi e fanno uscire Cenerentola dalla soffitta, per misurarsi la scarpa e provare che era stata lei a ballare con il principe. Nonostante gli ultimi ostacoli della matrigna, la ragazza riesce a misurarsi la scarpa e, dopo le nozze sue con il principe, Tobia, i topini e il cavallo vanno a vivere con lei al palazzo reale.
Curiosità: nel doppiaggio originale il nome del cane non è Tobia, ma è Bruno.
Nel film del 1950 emette solo versi forniti da James Macdonald, stesso doppiatore di Giac e Gas. Nel sequel del 2002 emette solo versi anche forniti da Frank Welker.

## Re
Il vedovo re, padre del Principe e in seguito suocero di Cenerentola.
Appare per la prima volta nel primo film, dove adirato, si sfoga col granduca per vari motivi: la morte della moglie, suo figlio che non ha ancora trovato moglie, e il desiderio di avere dei nipotini. È spesso irascibile e minaccioso (soprattutto col granduca) ma simpatico.
In Cenerentola II - Quando i sogni diventano realtà, appare principalmente nel segmento " Il primo giorno a palazzo". Mentre lui e Il principe sono via, Cenerentola si occupa di tutto per i preparativi del banchetto a modo suo. Quando torna è inizialmente sospeso e indispettito, ma poi scopre che è un successo, rimanendone felice.
In Cenerentola- Il gioco del destino, Lady Tremaine ruba la bacchetta della Fata Smemorina per tornare indietro nel tempo, cambiare gli eventi e fare in modo che Il Principe scelga Anastasia. Il Re, è felice ed entusiasta di aver trovato una sposa per il figlio, anche se inizialmente è sorpreso dalla goffagine di Anastasia, inconsapevole che Lady Tremaine li sta anche ipnotizzando. In seguito, parla ad Anastasia della sua defunta moglie e le dona una conchiglia che ha trovato nel loro primo incontro. Quando Anastasia si redime e restituisce il tono dicendogli che non si merita niente, Il Re glielo fa comunque tenere, avendola perdonata, dicendole che ognuno merita il proprio vero amore nella propria vita.
Nel film del 1950 è doppiato in originale da Luis Van Rooten, mentre nei sequel è doppiato in originale da Andre Stojka.
Nella versione live-action Disney del 2015, diretta da Kenneth Branagh, il Re è interpretato da Derek Jacobi, segnato dalla malattia e dalla preoccupazione per il futuro del regno. Vuole assicurare la continuità della dinastia attraverso il matrimonio del suo unico figlio, il Principe Kit. La sua debolezza fisica e il desiderio di vedere il figlio sistemato spingono il Principe ad accelerare la ricerca di una sposa, culminando nel ballo reale. Verso fine film, muore, augurando felicità e benedicendo il figlio. Dopo il periodo di lutto si tiene il concorso della scarpetta.

## Granduca Monocolao
Monocolao è consigliere e amico del Re, col quale però ha spesso accesi diverbi, ed è sempre Monocolao a subire le reazioni terribili del Re, rischiando spesso la vita.
In Cenerentola, un giorno il Re, stufo del fatto che il figlio non si sposi e prenda moglie, ordina a Monocolao di organizzare un ballo durante il quale il figlio potrà scegliere una moglie tra tutte le ragazze in età da marito del regno. Durante la festa il Re è deluso perché il Principe non sembra interessato a nessuna ragazza e il Granduca, per tirarlo su descrive, senza saperlo, una scena appena avvenuta: il Principe si sarebbe innamorato di una ragazza apparsa dal nulla e sarebbe stato per entrambi amore a prima vista. Il Re si accorge che suo figlio sta ballando con una ragazza sconosciuta e chiede al Granduca se sappia chi sia. In seguito alla risposta negativa del suo interlocutore il sovrano chiede a Monocolao di sorvegliare i due e di fare in modo che abbiano una completa intimità. Inoltre gli ordina di essere avvisato non appena il Principe chiederà in sposa la ragazza e lo minaccia in caso non andasse tutto liscio. Quando Cenerentola scappa, perdendo una scarpetta, Monocolao la fa rincorrere, inutilmente, dalle guardie per restituirle la scarpetta di cristallo. Nel ricevere la notizia della fuga, il Re, furioso, incolpa Monocolao e lo insegue per la stanza reale con tale foga che a stento il Granduca riesce a raccontare che il Principe avrebbe sposato la ragazza che aveva perso la scarpetta. Il sovrano ordina allora al consigliere di cercare in tutto il regno la ragazza che riuscisse a calzare la scarpetta ma lo minaccia dicendo che, se la calzatura si fosse rotta, avrebbe dovuto pagare con la vita. Eseguendo l'ordine, il Granduca arriva alla casa di Cenerentola. Qui rimane inorridito dalla bruttezza e dai modi sgraziati di Anastasia e Genoveffa che provano in tutti i modi ad indossare la scarpetta senza riuscirci. Poiché Madame Tremaine afferma che non ci sono altre ragazze, Monocolao se ne sta andando quando Cenerentola, liberata dai topini, lo supplica di fare provare anche lei la scarpetta. Madame Tremaine, Anastasia e Genoveffa cercano di impedire che Cenerentola effettui la prova ma il nobile ricorda loro che tutte le ragazze del regno devono sottoporsi alla prova. Madame Tremaine, invidiosa, fa inciampare il valletto che porta la scarpetta di cristallo, mandandola in frantumi. Monocolao, ricordando le minacce del Re, teme per la sua vita ma Cenerentola ha conservato l'altra scarpetta di cristallo e, davanti a Monocolao, alla matrigna e alle sorellastre, mostra che calzi perfettamente al suo piede. Cenerentola viene portata al castello reale dove vengono organizzate e celebrate le nozze con il Principe. Il Re e il Granduca lanciano il riso agli sposi, augurando loro ogni felicità.
Nei sequel ha un ruolo riccorente, in particolare in Cenerentola - Il gioco del destino, spicca nei titoli di coda, una sua parodia de L'urlo.
Nel remake in live-action del 2015 diretto da Kenneth Branagh, Il ruolo del Granduca è totalmente distorto in ruolo di antagonista secondario e cinico, interpretato da Stellan Skasgård. Lady Tremaine ricatta il Granduca dopo aver scoperto Cenerentola, rivelandogli che Cenerentola è la misteriosa ragazza del ballo. In cambio del suo silenzio e per evitare che la ragazza sposi il Principe, Lady Tremaine chiede al Granduca di essere nominata contessa e di assicurare matrimoni vantaggiosi per le sue figlie. Il Granduca fa di tutto per mantenere l'accordo, ma Cenerentola prova comunque la scarpetta. Si inchina dunque davanti alla nuova copia, chiedendo umilmente perdono, ma viene comunque esiliato dal regno, con Lady Tremaine e le sorellastre.
Nel film del 1950 è anche doppiato in originale da Luis Van Rooten, nei sequel invece è anche doppiato in originale da Rob Paulsen.